# Volcens
Volcens, Volscens ou Vulcens est un personnage de la mythologie romaine, présent dans un épisode du livre IX de l'Énéide de Virgile.
Volcens est un noble Rutule, lieutenant de Turnus ; cet homme âgé, malgré sa vieillesse, mène une cavalerie de trois cents hommes dans la guerre contre les Troyens d'Énée débarqués sur la côte du Latium.
Une nuit, Volcens et ses chevaliers découvrent les deux jeunes Troyens Euryale et Nisus, qui ont tué quatorze jeunes Italiques dans leur sommeil. Nisus s'échappe, tandis que Euryale est capturé par Volcens. Dans une tentative pour sauver son ami, Nisus, se cachant dans les buissons, lance ses flèches contre deux cavaliers de Volcens, qui, en représailles, blessent mortellement Euryale. Alors Nisus sort, se jette sur Volcens et le tue, fourrant l'épée dans sa bouche ouverte. Il va tomber immédiatement tué par les cavaliers ennemis.
Virgile attribue à Volcens la paternité de Camertés, jeune roi de la cité mythique d'Amyclae au sud du Latium.

### Sources anciennes
- Virgile, Énéide [détail des éditions] [lire en ligne], IX, X.